# Šibre
Šibre so naziv za kovinske kroglice, ki so največkrat izdelane iz svinca. Glavna uporaba svinčenih šiber je strelivo za šibrenice, uporabne pa so tudi za obtežitev predmetov, v katere ni možno namestiti uteži iz enega kosa.

## Izdelava
Svinčene šibre se izdelujejo z ohlajanjem prostopadajočih kapljic kovine v namenskih stolpih. Po ohlajanju šibre spustijo po klančini, pri čemer se šibre, ki niso zadosti okrogle, odkotalijo vstran, kjer jih je možno zbrati in ponovno pretaliti. Pri svinčenih šibrah se uporablja svinec z dodatkom antimona ali arzena, ki vplivata na trdoto zlitine.